# Wypełnienie

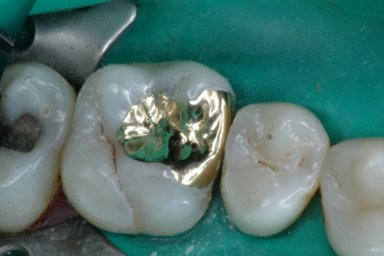
Wypełnienie złotem (złoty inlay)

Wypełnienie (pot. plomba) – materiał odbudowujący tkanki zęba, utracone na skutek próchnicy lub innych uszkodzeń niepróchnicowego pochodzenia.
Przez wiele lat do wypełniania ubytków stosowano cement o szarawej lub żółtej barwie. W latach 50. XX wieku amerykański naukowiec M.G. Buonocore odkrył technikę wytrawiania szkliwa zębowego kwasem. Dzięki nowej technice uzyskano adhezję, czyli przyleganie do siebie zębiny, szkliwa oraz wypełnienia. Stało się możliwe wykorzystanie wielu  innych materiałów o poprawionej estetyce.

## Techniki wypełniania ubytków
- bezpośrednia – wypełnienie ubytku materiałem plastycznym od razu w zębie
- pośrednia – wypełnienie ubytku pracami protetycznymi (wkładem typu inlay, onlay lub overlay, koroną, mostem bądź licówką) wykonanymi poza jamą ustną pacjenta

## Materiały
(według prof. Z. Jańczuka)

### Materiały do wypełnień bezpośrednich
1. Materiały do wypełnień czasowych:
  - fleczer (cement cynkowo-siarczany)
  - cement tlenkowo-cynkowo-eugenolowy
  - gutaperka
  - światło- i chemoutwardzalne materiały do wypełnień czasowych
2. Materiały do wypełnień stałych (ostatecznych):
  - materiały złożone (tzw. materiały kompozytowe)
  - cementy glass-jonomerowe (szkło-jonomerowe)
  - amalgamaty
  - kompomery (mieszanina materiałów kompozytowych i glass-jonomerowych)
  - cementy krzemowe
  - cementy krzemowo-fosforanowe

### Materiały do wypełnień pośrednich
- materiały złożone
- ceramika
- ceramika na metalu
- metal (stopy złota, stopy srebrowo-palladowe)